# 彭俐侬
彭俐侬（1930年—1985年1月），女，湖南长沙人，中国湘剧表演艺术家，工青衣、花旦。曾任第三、四、五、六届全国政协委员，第三、四届全国文联委员。

## 生平
父亲彭菊生是湘剧琴师。幼年随父到剧场学戏，10岁登台演出。12岁到桂林参加田汉领导的中兴湘剧团。后师从艺人萧金梓。
1949年9月，参加中国人民解放军十二兵团政治部领导的洞庭湘剧团。1951年参加第一届全国戏曲会演大会，与徐绍清合作演出湘剧高腔《琵琶上路》，获二等表演奖。1955年在湖南省第二次戏曲观摩演出大会上，扮演《双拜月》中的王瑞兰，获一等表演奖。1956年加入中国共产党。1958年任湖南省湘剧院副院长。1976年后承担湖南省戏曲学校的教学工作。
1985年1月在长沙病逝。